# Кіберіада
Кіберіада (пол. Cyberiada) — збірка казково-фантастичних оповідань Станіслава Лема. Побачила світ у 1965 році.
У казках розповідаються пригоди двох винахідливих конструкторів Трурля й Кляпавція (пол. Trurl i Klapaucjusz).

## Українські переклади
- Станіслав Лем. Кіберіада. Київ. Видавництво «Дніпро». 1968
- Станіслав Лем. Кіберіада. Переклад з польської — Київ: Дніпро, 1990 — 815 стор.